# Кортиво (Сондрио)
Кортиво је насеље у Италији у округу Сондрио, региону Ломбардија.
Према процени из 2011. у насељу је живело 11 становника. Насеље се налази на надморској висини од 565 м.